# Алтан дэбтэр
«Алтан дэбтэр» (монг. Алтан дэвтэр, перс. آلتان دبتر‎ Алтан дафтар — «Золотая книга») — монголоязычный исторический источник эпохи Монгольской империи, не дошедший до настоящего времени. «Алтан дэбтэр» являлась официальной историей Чингис-хана, его предков и потомков. Эту хронику, хранившуюся в сокровищнице ильханов-Хулагуидов, использовал в своём сочинении (1300—1310) Рашид ад-Дин.
В государственном архиве Хулагуидов «Алтан дэбтэр» хранилась в виде разрозненных листов, отдельных отрывков, которые никогда не были приведены в порядок. Написанная на монгольском языке и монгольскими письменами, книга считалась священной, и доступ к ней имели только члены правящей династии и знатнейшие монгольские вельможи. Неизвестный автор генеалогической истории монголов, написанной в XV веке, сообщает об одном из чиновников (битикчи) Угэдэя, что тот происходил из племени, хранившего «Золотую книгу» Чингис-хана; «кроме его рода и царского рода, никто этой книги не видел». Рашид ад-Дин, вероятно, пользовался «Алтан дэбтэр» опосредованно, черпая информацию из уст эмира Болада (Пулад-чэнсяна), лучшего знатока монгольской истории, и самого ильхана Газана.    
Список «Алтан дэбтэр» хранился и в сокровищнице великих ханов — императоров Юань; китайские историки не имели к нему доступа. Однако, по предположению П. Пеллио, «Алтан дэбтэр» сохранилась в китайском пересказе в сочинении «Шэн-у цинь-чжэн лу» (букв. «Описание личных походов священно-воинственного»; в переводе арх. Палладия — «Старинное китайское сказание о Чингисхане»). «Шэн-у цинь-чжэн лу», предположительно, представляет собой сочинение монгола Чагана, созданное по заказу каана Буянту (1311—1320). Источниками Чагану служили «Алтан дэбтэр» и «Сокровенное сказание» («Тайная история монголов»). Существуют мнения, что «Алтан дэбтэр» является копией «Сокровенного сказания», но сравнение сведений Рашид ад-Дина и «Сокровенного сказания» показывает, что в ряде случаев их версии событий сильно расходятся, а авторы официальной и «Тайной» историй придерживаются различных политических взглядов.